# 가와베오키역
가와베오키역(일본어: 川辺沖駅)은 일본 후쿠시마현 이시카와군 다마카와촌에 위치한 동일본 여객철도 스이군선의 철도역이다. 단선 승강장 1면 1선의 구조를 갖춘 지상역이다.

## 이용 현황
| 승차 인원 추이 | 승차 인원 추이 |
| 연도           | 1일 평균       |
| -------------- | -------------- |
| 2000           | 58             |
| 2001           | 60             |
| 2002           | 60             |
| 2003           | 63             |
| 2004           | 47             |

## 역 주변
- 국도 제118호선
- 아부쿠마강
- 아부쿠마 고원 도로 다마카와 나들목

## 역사
- 1959년 6월 1일 : 개업.
- 1987년 4월 1일 : 일본국유철도 분할 민영화에 의해, 동일본 여객철도가 승계.

## 인접 역
| 스이군선           | 스이군선   | 스이군선               |
| ------------------ | ---------- | ---------------------- |
| 노기사와 미토 방면 | ■ 스이군선 | 이즈미고 고리야마 방면 |